# Экзамен на бессмертие
«Экзамен на бессмертие» — советский широкоформатный художественный фильм режиссёра Алексея Салтыкова, снятый в 1983 году. Военная драма по повестям Константина Воробьёва «Убиты под Москвой» и «Крик», повествующая о трагической судьбе курсантов и офицеров десятой роты Московского Краснознаменного пехотного училища. Эта рота была назначена в боевое охранение Отдельного курсантского полка, который принимал участие в обороне Москвы осенью 1941 года на Волоколамском направлении.

## Сюжет
Фильм начинается кинохроникой 1982 года, в которой показано возложение цветов к Могиле неизвестного солдата курсантами Московского ВОКУ им. Верховного Совета РСФСР.
Поздней осенью 1941 года рота кремлёвских курсантов направляется на фронт под Москву и занимает оборону возле одной из деревень. Четвёртым взводом командует 18-летний Алексей Воронов, недавно ставший младшим лейтенантом. В деревне он знакомится с кладовщицей Маринкой и влюбляется в неё. Фамилия Маринки оказывается также Воронова, и день рождения у них с Алексеем в один день (ей 17 лет). Алексей предлагает Маринке пожениться и на день рождения приходит в гости к их семье.
Во время миномётного обстрела гибнет политрук Анисимов и несколько курсантов. Вскоре Васюкову с Вороновым удаётся сбить немецкий самолёт-«раму» при помощи ПТР.
На позиции роты приходят бойцы разгромленной дивизии, вышедшие из окружения. Капитан Рюмин, командующий ротой курсантов, понимает, что они тоже находятся в окружении и что в случае танковой атаки немцев с тыла рота будет уничтожена. Он решает для поднятия боевого духа курсантов провести неожиданную атаку на занятое немцами село впереди. После ночной атаки, оказавшейся успешной, Рюмин надеется выйти к своим, однако день застаёт роту в небольшом леске, где она попадает под авианалёт. Алексей становится свидетелем гибели Маринки, бегущей по полю, от взрыва бомбы.
Вскоре в лес, где находится рота, входят немецкие танки и пехота и уничтожают почти всех курсантов. Оставшиеся несколько человек с раненым капитаном Рюминым выходят на поле и пытаются спрятаться у скирды. Рюмин кончает с собой, Алексей роет ему могилу. Появляются немецкие танки. Один из них уничтожает курсантов, спрятавшихся в скирде, а Васюков гибнет, подбивая танк. Второй танк подбивает бутылкой с зажигательной смесью сам Алексей. После этого он берёт в руки по бутылке и идёт по снегу вперёд, туда, где слышны выстрелы.
Фильм заканчивается хроникой военного парада на Красной площади в 1982 году.

## В ролях
- Андрей Алёшин — Алексей Воронов
- Александр Казаков — капитан Рюмин
- Дмитрий Матвеев — Васюков
- Борис Щербаков — Анисимов
- Дарья Михайлова — Маринка Воронова
- Вера Майорова-Земская — мать Маринки
- Олег Штефанко
- Лев Золотухин
- Александр Новиков
- Виталий Вашедский
- Светлана Дирина
- Александр Жарков
- Алексей Крылов
- Дмитрий Черниговский
- Алёша Кузнецов
- М. Кецлах
- А. Притеев
- Е. Урих

## Съёмочная группа
- Режиссёр: Алексей Салтыков
- Сценарий: Алексей Салтыков
- Операторы-постановщики: Александр Гарибян, Александр Масс
- Художник-постановщик: В. Постернак
- Художник по костюмам: Н. Чернышёва
- Композитор: Андрей Эшпай
- Звукооператор: А. Нейман
- Дирижёр: Эмин Хачатурян (Государственный симфонический оркестр Госкино СССР)

## Факты
- В 1990 году по повести «Убиты под Москвой» был снят ещё один фильм о подвиге кремлёвских курсантов — «Это мы, Господи!..» режиссёра Александра Итыгилова.